# 楊撝
楊撝（?—?），字謙光，唐朝官员，出自弘农杨氏越公房，是杨素叔祖杨宽的九世孙。
杨撝的祖父杨於陵字達夫，官至左僕射、弘農郡公。父亲楊嗣復，字繼之，是唐文宗、唐武宗的宰相。他的大哥楊損是荫官出身，他和其他哥哥楊授、楊技、楊拭进士擢第。杨撝官至兵部郎中。